# Anton Joachimsthaler
Anton Joachimsthaler (* 1930 Vrchlabí) je německý historik. Proslul zejména svým výzkumem raného života německého diktátora Adolfa Hitlera v knize Korrektur einer Biografie a jeho posledních dnů v knize Hitlers Ende, vydané v angličtině pod názvem The Last Days of Hitler.

## Život
Narodil v roce 1930 ve Vrchlabí v Sudetech. Vystudoval elektrotechniku na Oskar-von-Miller-Polytechnikum, předchůdci Vysoké školy aplikovaných věd v Mnichově. Od roku 1956 pracoval pro Deutsche Bundesbahn (Německé spolkové dráhy) jako strojní a elektroinženýr na různých místech, naposledy jako vedoucí servisní pracovník v opravně Mnichov-Freimann. Od roku 1969 se zabývá současnou a železniční historií.
Od 70. let 20. století vydává publikace o dějinách techniky, obecných dějinách a podílí se na televizních pořadech ZDF Mainz, například Hitler as privateman. Mimořádný ohlas měla jeho práce Korrektur einer Biografie, v níž širší veřejnosti přiblížil řadu faktů o Hitlerových raných letech, a kniha Hitlers Ende, která vyšla v angličtině pod názvem The Last Days of Hitler: Legend, Evidence and Truth, je často citována.

## Vědecké příspěvky
Je znám především díky přínosu ke studiu života Adolfa Hitlera. Je badatelem, který v posledních desetiletích významně přispěl k revizi prvních let Hitlerova života v Linci, Vídni a Mnichově. Historik Richard J. Evans jej vyzdvihl za „pozoruhodný... minuciózně podrobný a kritický popis důkazů týkajících se raného života nacistického vůdce.“ Pomohl vyvrátit názor, který vyslovili jiní historici, že mladý Hitler byl v období před první světovou válkou etablovaným antisemitou – zdůraznil přesvědčivé důkazy, že Hitler se vyvinul ve vážného antisemitu až během války nebo bezprostředně po ní. Zjistil to na základě svého výzkumu v městském archivu Hitlerova domovského města Linec. Stefanie Rabatsch, k níž Hitler podle svého přítele z dětství Augusta Kubizka choval fanatickou lásku, měla dívčí jméno „Isak“. Skutečnost, že Hitler měl milostný zájem o dívku, o níž se kvůli jejímu židovsky znějícímu jménu domníval, že je Židovka (ačkoli ve skutečnosti nebyla), činila vážný antisemitský postoj pozdějšího diktátora v té době velmi nepravděpodobným.
Vypracoval důležitý výzkum Breitspurbahn, Hitlerovy vytoužené širokorozchodné železnice o rozchodu 3 000 mm, což je více než dvojnásobek šířky standardního rozchodu 1 435 mm. Jeho první studie, publikovaná v roce 1981, je stále standardním dílem.
Podle historika Iana Kershawa je dílo The Last Days of Hitler: The Legends, The Evidence, The Truth „pečlivou studií svědectví a forenzních důkazů“ posledních dnů a smrti Hitlera. Taktéž dodává, že kapitoly 5–7 jsou „nejspolehlivějším a nejpodrobnějším zkoumáním“ kremace Hitlera a Evy Braunové. Zastával podobný názor, jaký publikoval o 45 let dříve americký právník Michael Musmanno, a tedy, že Hitlerovo tělo bylo spáleno téměř na popel, a proto ho Sověti nikdy nenašli. Joachimsthaler správně dospěl k závěru, že je znám pouze sovětský nález Hitlerových zubních pozůstatků, a vyslovil domněnku, že byly prosety z půdy. Nizozemský historik Sjoerd J. de Boer napsal, že Joachimsthaler byl jedním z historiků, kteří v souvislosti s Hitlerem uvedli na pravou míru mnohé mýty. Konkrétně se ohledně knihy Hitlers Ende vyjádřil, že se všemi svědky a důkazy v souvislosti s Hitlerovými posledními dny „vyčerpávajícím způsobem zabýval“ a že kniha byla důležitou reakcí na léta fám a spekulací ohledně diktátorovy smrti.

## Publikace
Jako autor:

### V němčině
- Entwicklungsgeschichte der elektrischen Lokomotiven v 100 Jahre elektrische Eisenbahn. Starnberg: Keller Verlag, 1980, ISBN 3-7808-0125-6, str. 22ff.
- Bundesbahn-Ausbesserungswerk München-Freimann. Geschichte, Menschen, Fahrzeuge 1925–1985. Munchen: Bundesbahn-Ausbesserungswerk München-Freimann,1985.
- Die Breitspurbahn: Das Projekt zur Erschließung des groß-europäischen Raumes 1942–1945. München: Verlag Herbig, 1985. ISBN 3-7766-1352-1.
- Korrektur einer Biografie. Adolf Hitler 1908–1920. München: Verlag Herbig, 1989. ISBN 3776615753
- Hitlers Weg begann in München. 1913–1923. München: Verlag Herbig, 2000, ISBN 3-7766-2155-9 (überarbeitete Fassung von „Korrektur einer Biografie“).
- Hitlers Liste. Ein Dokument persönlicher Beziehungen. München, Verlag Harbig, 2003. ISBN 3776623284
- Hitlers Ende („Hitler's end“). München: F.A. Herbig Verlagsbuchhandlung, 2004.
- München – Hauptstadt der Bewegung („Munich - capital of the movement“). Mnichov
  - Katalog Mnichovského městského muzea

Jako vydavatel:
- Christa Schroeder: Er war mein Chef. Mnichov 1985
  - Paměti jedné z Hitlerových sekretářek

### V angličtině
- Joachimsthaler, Anton (1999) [1995]. The Last Days of Hitler: The Legends, The Evidence, The Truth. Brockhampton Press. ISBN 1-86019-902-X.